# Chikomba (Distrikt)
Der Chikomba (Rural) Distrikt (ehemals Charter Distrikt) ist einer von 11 Distrikten in der Provinz Mashonaland East in Simbabwe. Er hat 123.932 Einwohner (2022). Sitz seiner Verwaltung ist die Stadt Chivhu. Ursprünglich war der Distrikt Teil der Provinz Midlands.
Gegründet wurde der heutige Distrikt im Jahr 1993, als das Chikomba District Council, Charter Rural Council, Chivhu Rural Council und das Featherstone Rural Council zusammengeschlossen wurden.

## Geografie
Der Distrikt liegt im Süden von Mashonaland East und hat eine Fläche von 6503 km². Der Distrikts ist in 30 Wards unterteilt. Die Höhe des Distrikts liegt bei etwa 1450 m über dem Meeresspiegel im Norden und fällt Richtung Südosten auf etwa 1000 m ab.
Im Norden grenzt er an die Distrikte Seke und Marondera, im Osten an Hwedza. Im Süden grenzt er an Buhera in der Provinz Manicaland und Gutu in der Provinz Masvingo. Im Westen grenzt Chikomba an Chirumhanzu in der Provinz Midlands. Dabei bildet die Save die Ostgrenze, ein Teil der westlichen Südgrenze wird vom Fluss Munyati gebildet.

## Wirtschaft
Der Ackerbau ist die wichtigste Wirtschaftstätigkeit in Chikomba. Daneben hat die Viehzucht einen hohen Stellenwert. Es werden Rinder, Schweine und Geflügel gezüchtet. Ebenso gibt es Fischerei und die Ziegelherstellung. Es gibt noch keine landwirtschaftliche Verarbeitungsindustrie im Distrikt. Der Distrikt ist sehr anfällig für Dürrereignisse.